# Sara Canningová
Sara Canningová (* 14. července 1987, Gander, Newfoundland, Kanada) je kanadská herečka. Mezi její nejznámější role patří Jenna Sommers v seriálu Upíří deníky, hlavní role ve filmu z roku 2009 s názvem Black Field a role Jacquelyn v seriálu A Series of Unfortunate Events,

## Dětství
Narodila se v Newfoundlandu v Kanadě jako dcera Wayna a Daphne Canningových. Vyrůstala v Sherwood Park poblíž Edmontonu ve státě Alberta. V dětství soutěžila v krasobruslení. Její velké zaujetí divadlem přišlo, když studovala na střední škole F.R. Haythorne Junior High. Během studia na Bev Facey Community High School si zahrála několik divadelních rolí a pak hrála ve hrách ve svém rodném městě na Festival Place.
Její profesionální herecký debut přišel, když jí bylo osmnáct let ve hře s názvem 1984. Začala studovat obecné umění na univerzitě v Albertě a zvažovala, že se stane novinářkou. Měla ale stále zájem o vystupování v divadle a tak se v devatenácti letech přestěhovala do Vancouveru, aby se mohla věnovat své herecké kariéře. Absolvovala roční program herectví na filmové škole ve Vancouveru.

## Kariéra
Našla si agenta a začala hrát v televizních seriálech a filmech vyrobených ve Vancouveru. Když nenatáčela filmy, tak pracovala jako servírka v restauraci. Její první filmová role přišla v roce 2008, kdy si zahrála Nicky Hilton ve filmu Paparazzi Princess: The Paris Hilton Story. V roce 2009 se objevila v malých rolích v seriálech Smallville a Kyle XY a zahrála si ve filmu podle skutečné události s názvem Únos za bílého dne roli Anne Sluti, sedmnáctiletou dívku, kterou unese šíleným kriminálníkem (hrál ho James Van Der Beek).
Ve stejném roce natočila pilotní díl k seriálu Upíří deníky. Poté si zahrála v historickém filmu Black Field, který režírovala Danishka Esterhazy. Film se točil v květnu 2009 blízko Tyndallu v Manitobě a natáčení skončilo po dvaceti dnech. Premiéra filmu proběhla na Mezinárodním filmovém festivalu ve Vancouveru v roce 2009.
Tři týdny po natáčení Black Field se Canningová dozvěděla, že se Upíří deníky budou natáčet jako televizní seriál.
V tomto seriálu si zahrála Jennu Sommersovou, tetu a opatrovnici Eleny Gilbertové (Nina Dobrevová) a jejího mladšího bratra Jeremyho (Steven R. McQueen). Bylo jí ale stejně let jako hercům, kteří hráli studenty na střední škole, takže tým vizážistů a kostymérů se snažil, aby Canningová vypadala starší. Také se musela snažit odstranit svůj kanadský přízvuk. Jejího přítele v seriálu si zahrál Matthew Davis.
Objevila se i v druhé sérii seriálu, ale v předposlední epizodě druhé série s názvem „The Sun Also Rises“ byla její postava zavražděna. V roce 2011 si zahrála ve filmu Hunt for the I-5 Killer. Také se začala zajímat o psaní scénářů a režírování; od září 2011 píše scénář romantického příběhu. Zahrála si hlavní roli kanadském hororu Blitzed. Během let 2013 až 2014 hrála v seriálu Remedy. V roce 2014 cenu UBCP/ACTRA a v roce 2015 cenu Leo Award. V roce 2017 si zahrála ve filmu Válka o planetu opic. Objevila se v televizním filmu On the Farm a filmu Hello Destroyer, který měl premiéru na Mezinárodním filmovém festivalu v Torontu. Od roku 2017 hraje v netflixovém seriálu A Series of Unfortunate Events.

## Osobní život
Kvůli natáčení Upířích deníků se přestěhovala do Atlanty v Georgii. V rozhovoru pro magazín Parade řekla, že shledává jižní část USA jako velice odlišné kultury na rozdíl od západního pobřeží Kanady" a že se stala jejím „druhým domovem“. Po ukončení účinkování v seriálu se z Atlanty přestěhovala.
V roce 2008 se provdala za Michaela Morrise, který v roce 2011 tragicky zemřel.

## Filmografie
| Rok             | Název                                      | Role                    | Poznámky                                                             |
| --------------- | ------------------------------------------ | ----------------------- | -------------------------------------------------------------------- |
| 2008            | Paparazzi Princess: The Paris Hilton Story | Nicky Hilton            | TV film                                                              |
| 2008            | Smallville                                 | Tessina asistentka      | 2 díly                                                               |
| 2008            | Tvrdá hra 3: Juniorská liga                | Hope                    |                                                                      |
| 2009            | Smrtící déšť                               | Dorothy                 | TV film                                                              |
| 2009            | Únos za bílého dne                         | Anne Sluti              | TV film                                                              |
| 2009            | Kyle XY                                    | Zrzka                   | díl: „In the Company of Men“                                         |
| 2009            | Come Dance at My Wedding                   | Andrea Merriman         | TV film                                                              |
| 2009            | Black Field                                | Maggie McGregor         |                                                                      |
| 2009–2014, 2017 | Upíří deníky                               | Jenna Sommers           | Hlavní role (1.–2. řada), host (3. řada, 5. řada a 8. řada), 46 dílů |
| 2011            | Zabiják z dálnice I-5                      | Beth Williams           | TV film                                                              |
| 2012            | Lovci duchů                                | Lydia                   | díl: „The Slice Girls“                                               |
| 2012            | Hanin zákon                                | Hannah Beaumont         | TV film                                                              |
| 2012–13         | Pravěk: Nováý svět                         | Dylan Weir              | hlavní role, 13 dílů                                                 |
| 2013            | I Think I Do                               | Audrey Ryan             | TV film                                                              |
| 2013            | King & Maxwell                             | Claire Culpepper        | díl: „Rodinná záležitost“                                            |
| 2013            | The Right Kind of Wrong                    | Colette                 |                                                                      |
| 2013            | Garage Sale Mystery                        | Hannah                  | TV film                                                              |
| 2013            | Doylův okrsek                              | Jessica Dwyer           | 2 díly                                                               |
| 2014            | Najala jsem zabijáka                       | Harper                  |                                                                      |
| 2014            | Hell on Wheels                             | Charlotte Royce         | 3 díly                                                               |
| 2014–15         | Remedy                                     | doktorka Melissa Conner | hlavní role, 20 dílů                                                 |
| 2015            | Eadweard                                   | Flora Shallcross Stone  |                                                                      |
| 2016            | Motiv                                      | Tracy Blaine            | díl: „Zásah zvenčí“                                                  |
| 2016            | On the Farm                                | Sinead McLeod           | TV film                                                              |
| 2016            | Hello Destroyer                            | Wendy Davis             |                                                                      |
| 2017            | Prodigals                                  | Jen                     |                                                                      |
| 2017            | Válka o planetu opic                       | Lake                    |                                                                      |
| 2017–dosud      | A Series of Unfortunate Events             | Jacquelyn Seleszyka     | vedlejší role, 10 dílů                                               |
| 2018            | Bylo, nebylo                               | Mařenka                 | 2 díly                                                               |
| 2018            | A.R.C.H.I.E. 2                             | Lara                    |                                                                      |
| 2018            | Level 16                                   | slečna Brixil           |                                                                      |
| 2018            | Take Two                                   | Melissa Larson          | díl: „I Takes a Thief“                                               |